# Unanue
Unanue est une localité rurale argentine située dans le département d'Utracán, dans la province de La Pampa.

## Démographie
La localité compte 170 habitants (Indec, 2010), soit un déclin par rapport au précédent recensement de 2001 qui comptait 220 habitants.